# Карл Август Клауссен
Карл Август Клауссен (нім. Carl August Claussen; 10 березня 1881, Гамбург  — 11 вересня 1968, Гамбург) — німецький офіцер, контрадмірал крігсмаріне.

## Біографія
7 квітня 1900 року вступив у кайзерліхмаріне. Учасник Першої світової війни. Після демобілізації армії залишений в рейхсмаріне. 30 вересня 1930 року вийшов у відставку. 1 лютого 1931 року повернувся в рейхсмаріне як цивільний співробітник. 30 вересня 1937 року знову вийшов у відставку. 1 січня 1939 року переданий в розпорядження крігсмаріне. З 17 червня 1941 року — представник верфей у військово-морській місії Румунії, з 2 січня 1942 по 1 лютого 1943 року — при адміралові Чорного моря, потім начальник штабу верфей. З 17 лютого 1943 року — призовий офіцер призового суду Гамбурга. 10 травня 1943 року переданий в розпорядження головнокомандувача крігсмаріне, 30 червня остаточно звільнений у відставку.

## Звання
- Кадет (7 квітня 1900)
- Фенріх-цур-зее (19 квітня 1901)
- Лейтенант-цур-зее (27 вересня 1903)
- Оберлейтенант-цур-зее (21 березня 1905)
- Капітан-лейтенант (27 січня 1910)
- Корветтен-капітан (17 березня 1918)
- Фрегаттен-капітан (1 січня 1924)
- Капітан-цур-зее (1 жовтня 1926)
- Контрадмірал запасу (30 вересня 1930)
- Контрадмірал до розпорядження (1 вересня 1941)

## Нагороди
- Орден Меджида 4-го класу (Османська імперія)
- Залізний хрест 2-го і 1-го класу
- Ганзейський Хрест (Гамбург)
- Військовий Хрест Фрідріха-Августа (Ольденбург) 2-го і 1-го класу
- Хрест «За військові заслуги» (Австро-Угорщина) 3-го класу з військовою відзнакою
- Королівський орден дому Гогенцоллернів, лицарський хрест з мечами (6 лютого 1918)
- Хрест «За вислугу років» (Пруссія)
- Почесний хрест ветерана війни з мечами
- Медаль «За вислугу років у Вермахті» 4-го, 3-го, 2-го і 1-го класу (25 років)
- Орден Зірки Румунії, командорський хрест з мечами (14 березня 1942)
- Бронзова медаль «За хоробрість на морі» (Румунське королівство; 15 серпня 1942)